# Гавка
Гавка (Somateria mollissima), такође се назива патка Светог Катберта или Кадијева патка, је величине од 50 - 71 цм у дужини, морска патка која је распрострањена дуж северних обала Европе, Северне Америке и источног Сибира. Гнезди се на Арктику и неким северним умереним регионима, али зимује нешто јужније у умереним зонама, када може да формира велика јата на приобалним водама. Може да лети брзином до 113 км/ч.
Гнездо гавке је изграђено близу мора и обложено је гавкиним паперјем, које се скинуто са груди женке. Ова мекана и топла постава се одавно користила за пуњење јастука и јоргана, али је последњих година углавном замењена паперјем од домаћих гусака са фарми, као и синтетичким алтернативама. Иако су јастуци или јоргани од перја сада реткост — обично се продају као луксузна роба — сакупљање перја се наставља и одрживо је, јер се може обавити након што пачићи напусте гнездо без штете по птице.

## Таксономија
Гавку је формално именовао шведски природњак Карл Линеј 1758. године у десетом издању своје дела „Systema Naturae“. Сврстао ју је са свим осталим паткама у род Anas и сковао биномско име Anas mollissima. Сада се сврстава са још две врсте у род Somateria, који је 1819. године увео енглески зоолог Вилијам Лич. Име рода потиче од старогрчког σῶμα sōma „тело“ (стабло somat-) и ἔριον erion „вуна“. Специфични mollissimus је латинског порекла, што значи „веома мекан“. Оба дела имена се односе на његово паперје.
Препознато је шест подврста:
- Somateria mollissima v-nigrum (Bonaparte & Gray, GR, 1855) – гнезди се у североисточној Азији и на Аљасци; зимује у Беринговом мору и на Алеутским острвима.
- Somateria mollissima borealis (Brehm, CL, 1824) – гнезди се на североистоку Канаде, Гренланда и Исланда; зимује у северном Атлантику
- Somateria mollissima sedentaria (Snyder, 1941) – гнезди се у заливима Хадсон и Џејмс (Канада)
- Somateria mollissima dresseri (Sharpe, 1871) – гнезди се у југоисточној Канади и североистоку САД; зимује око северозападних атлантских обала
- Somateria mollissima faeroeensis (Brehm, CL, 1831) – Фарска острва
- Somateria mollissima mollissima ( Linnaeus, 1758) – гнезди се у северозападној Евроазији; зимује у северозападној и централној Европи

## Опис
Гавка је и највећа од три врсте гавки и највећа је патка која се налази у Европи, а у Северној Америци је премашују само ретке јединке мошусне патке, која у Северној Америци постоји само у дивљем стању у најјужнијем Тексасу (и вероватно јужној Флориди где живе дивље, али неаутохтоне популације). Мери 50 - 71 цм  у дужини, тежи 0.81 - 3.04 кг  и обим крила јој је 80 - 110 цм. Просечна тежина 22 мужјака у северном Атлантику била је 2.21 кг док је 32 женке имало просечну тежину од 1.92 кг. Карактерише је гломазан облик и велики, клинасти кљун. Мужјак је непогрешив за препознавање, са црно-белим перјем и зеленим потиљком. Женка је смеђа птица, али се и даље лако може разликовати од свих осталих патака, осим других врста гавки, на основу величине и облика главе. Мужјаково оглашавање у току сезоне парења је чудно, готово људски „а-уу“, док женка испушта промукло квакање. Врста је често лако доступна.
Мужјаци европске, источно северно-америчке и азијско / западно северно-америчке расе могу се разликовати по мањим разликама у перју и боји кљуна. Неки ауторитети сврставају подврсту Somateria mollissima v-nigrum као засебну врсту.
Ова врста рони тражећи ракове и мекушце, а су јој омиљена храна. Гавка ће јести дагње гутајући их целе; љуске се затим згњече у желуцу и излучују. Када једе рака, гавка ће уклонити сва његова кљешта и ноге, а затим ће појести тело на сличан начин.
Бројна је, са популацијама од око 1,5–2 милиона птица у Северној Америци и Европи, а такође и великим, али непознатим бројем у источном Сибиру.
Посебно позната колонија гавки живи на Фарнским острвима у Нортамберленду, у Енглеској . Ове птице су биле предмет једног од првих закона о заштити птица, који је установио Свети Кутберт 676. године. Око 1.000 парова се и даље тамо гнезди сваке године. Пошто је Свети Катберт заштитник Нортамберленда, било је природно да гавка буде изабрана за птицу која представља симбол округа; птице се у том подручју и даље често називају Кадијеве патке, при чему је „Кади“ познати облик имена „Катберт“.
У канадском Хадсоновом заливу, локално становништво је 1990-их година приметило значајно изумирање гавки због брзо промена у глечерима. Канадска служба за дивље животиње је неколико година прикупљала и ажурирала информације о својим популацијама, а прелиминарни резултати изгледа показују опоравак популације. Гавка је тема документарног филма „Људи од пера“ из 2011. године који проучава историјски однос између заједнице Саникилуак и гавки, као и различите аспекте њихове екологије.
Гавка је једна од врсти на које се примењује Споразум о очувању афричко-евроазијских птица селица водоплаварица ( AEWA ).

## Друштвено понашање
Гавке су гнезде у колонијама. Гнезде се на приобалним острвима у колонијама величине од мање од 100, па до преко 15.000 јединки. Женке гавки често показују висок степен наталне филопатрије, где се враћају на размножавање на истом острву где су се излегле. Ово може довести до високог степена повезаности између јединки које се гнезде на истом острву, као и до развоја посебних женских друштвених структура заснованих на сродству. Ова повезаност је вероватно играла улогу у еволуцији кооперативног понашања размножавања међу гавкама. Примери ових понашања укључују полагање јаја у гнезда сродних јединки, као и јасле, где се женке гавки удружују и деле посао одгајања пачића.

## Галерија
- Одрасли мужјак у еклипси
- Мужјак младе гавке у првом зимском перју, сличан али другачији од перја у еклипси
- Женка гавке
- Мужјак гавке у лету
- Капут од коже гавке
- Традиционалне вештачке кутије за гнежђење гавки
- Гнездо гавке на тундри у канадском Арктику
- Мале јасле за гаге: три одрасле женке и преко шест пачића у базену Бидефорд, Мејн.
- Истезање гавки
- Гавка са пачићима који пливају
- Мужјак гавке у реци Нонесач, Скарборо, Мејн.